# IPad Air
iPad Air (англ. air — повітря) — п'яте покоління iPad, планшетного комп'ютера компанії Apple. Був представлений 22 жовтня 2013 року на презентації Apple. Оновлена версія планшета отримала новий дизайн, більш схожий з iPad Mini, оновлену iOS 7 та 64-бітовий процесор Apple A7. продаж вийшов з 1 листопада 2013 року.
Вартість нового iPad така ж, як і у його попередника. Одразу після презентації iPad Air випуск пристроїв попереднього покоління припинено, але iPad 2 залишився як бюджетний варіант.

## Презентація
iPad Air було представлено в Центрі сучасного мистецтва Yerba Buena в Сан-Франциско 22 жовтня 2013, на презентації компанії Apple під назвою «We still have a lot to cover» ("укр. Ми все ще маємо що показати»). Презентація розпочалася о 10:00 ранку. Представляв планшет старший віце-президент з маркетингу компанії Apple — Філ Шиллер. Крім iPad Air, на презентації також були представлені OS X 10.9 Mavericks, оновлені пакети iLife і iWork, нові MacBook Pro with Retina, новий Mac Pro і iPad mini with Retina.

## Технічні характеристики
На корпусі пристрою розташовано п'ять механічних кнопок: кнопка «Home» під дисплеєм, кнопка «Power» на верхній бічній грані, кнопки регулювання гучності (+/-) праворуч, а також перемикач в беззвучний режим на правій бічній грані. Також встановлено датчик зовнішньої освітленості, гіроскоп, акселерометр.
Планшет випускається в двох варіантах — Wi-Fi only і Wi-Fi + Cellular. У всіх варіантах є підтримка мереж Wi-Fi 802.11 a/b/g/n (частотні діапазони 2.4 ГГц і 5 ГГц) і Bluetooth 4.0.
iPad 5-го покоління продається з об'ємом внутрішньої пам'яті в 16, 32, 64 або 128 гігабайт без можливості розширення. У планшеті використовується процесор Apple A7, побудований на 64-бітній архітектурі. Він містить два ядра, по 1,3 ГГц кожне.
Також в планшеті вбудовано дві камери: 5-мегапіксельна основна камера iSight з можливістю запису відео Full HD 1080p, і 1.2 мегапіксельна фронтальна камера FaceTime HD з можливістю запису відео HD 720p. Дисплей пристрою має роздільну здатність 2048 x 1536 пікселів (264 ppi).
Підтримувані звукові формати: AAC (від 8 до 320 кбіт / с), захищений AAC (для файлів з iTunes Store), HE-AAC, MP3 (від 8 до 320 кбіт / с), MP3 VBR, Audible (формати 2, 3, 4, Audible Enhanced Audio, AAX і AAX +), Apple Lossless, AIFF і WAV.
Підтримувані відеоформати: відео H.264 з роздільною здатністю до 1080p, до 60 кадрів / с, високий профіль рівня 4.1 зі звуком AAC-LC до 160 кбіт / с, 48 кГц, стереозвук у форматах .m4v, .mp4 і .mov; відео MPEG −4, до 2,5 Мбіт / с, 640 х 480 пікселів, 30 кадрів / с, профіль Simple Profile зі звуком AAC-LC до 160 кбіт / с на канал, 48 кГц, стереозвук у форматах .m4v, .mp4 і .mov; Motion JPEG (M-JPEG) до 35 Мбіт / с, 1280 x 720 пікселів, 30 кадрів / с, аудіо у форматі ulaw, стереозвук PCM у форматі .avi.
Використовується літіє-полімерний акумулятор потужністю 32.4 Вт/год.
Згідно слів Apple від однієї зарядки планшет може програти 10 годин відео, 140 годин звуку, або знаходитися в стані очікування до одного місяця.
iPad Air доступний у двох кольорах: «Space Gray» та «Silver».

## Вартість
Вартість iPad Air в США без локальних податків.
|                  | 16GB | 32GB | 64GB | 128GB |
| ---------------- | ---- | ---- | ---- | ----- |
| Wi-Fi            | $499 | $599 | $699 | $799  |
| Wi-Fi + Cellular | $629 | $729 | $829 | $929  |

## Хронологія
| Хронологія моделей iPad                     |
| ------------------------------------------- |
| Див. також: Хронологія продуктів Apple Inc. |

Джерело: Apple Newsroom Archive.